# Gunstett
Gunstett är en kommun i departementet Bas-Rhin i regionen Grand Est (tidigare regionen Alsace) i nordöstra Frankrike. Kommunen ligger i kantonen Wœrth som tillhör arrondissementet Wissembourg. År 2022 hade Gunstett 621 invånare.

## Befolkningsutveckling
Antalet invånare i kommunen Gunstett
| Referens: INSEE |